# Pierre Koffmann
Pierre Koffmann (Tarbes, 21 agosto 1948) è un cuoco francese, attivo soprattutto nel Regno Unito, dove ha aperto il suo ristorante La Tante Claire a Londra, grazie al quale è stato premiato con tre stelle Michelin.

## Biografia
Koffmann nasce a Tarbes, nella regione dell'Occitania, il 21 agosto 1948. Suo padre, di origine tedesca, lavorava come meccanico alla Citroën. Imparò l'arte della cucina attraverso i suoi nonni materni quando andava a trovarli durante le vacanze, particolare che venne descritto nel suo libro Memories of Gascony, pubblicato nel 1990. Nel 1963 lasciò la scuola e fece domanda per diversi lavori, ma alla fine decise di frequentare una scuola di cucina per i successivi tre anni.
Iniziò a lavorare come chef a Strasburgo e Tolone prima di trasferirsi nel Regno Unito, dove iniziò a lavorare con i fratelli Michel e Albert Roux all'interno del loro ristorante La Gavroche. Inizialmente Koffmann voleva trasferirsi nel Regno Unito solo per poter vedere l'Inghilterra affrontare la Francia a rugby allo stadio di Twickenham. Si trasferì al Waterside Inn dei fratelli Roux a Bray, nel Berkshire, nel 1972, diventando il primo capo chef del nuovo ristorante, dove incontrò la sua futura moglie Annie, che era la direttrice del ristorante.
Ha aperto il suo primo ristorante, La Tante Claire, nel 1977 nel quartiere di Chelsea a Londra. Sei anni dopo l'apertura, il ristorante ha ottenuto la sua terza stella Michelin. Il ristorante venne poi trasferito all'hotel The Berkeley a Knightsbridge nel 1998, quando l'ex sito fu venduto per diventare il ristorante di punta di Gordon Ramsay. Durante la sua permanenza a La Tante Claire, Koffmann ha lavorato con diversi eminenti chef, tra cui lo stesso Ramsay, Marco Pierre White, Marcus Wareing e Tom Kitchin.
Dopo la morte di sua moglie Annie nel 2003, decise di chiudere il ristorante La Tante Claire. Lo spazio è diventato il ristorante di punta di Marcus Wareing. Dopo essersi preso una pausa dalla ristorazione, è stato per breve tempo capo chef del pub Bleeding Heart a Clerkenwell. Nel 2009 ha aperto per dieci giorni un ristorante pop-up da Selfridges a Londra nell'ambito del London Food Festival, decidendo di servire i piatti classici del suo ristorante invece dei nuovi piatti come aveva inizialmente previsto.
Nel giugno 2010 inaugurò il suo nuovo ristorante Koffmann's all'hotel The Berkeley, nell'ex sede del Boxwood Cafe di Gordon Ramsay; è stata la prima impresa di ristorazione completa di Koffmann dalla chiusura de La Tante Claire nel 2003 nello stesso hotel. Ha detto che non stava più inseguendo le stelle Michelin, e avrebbe invece cucinato il cibo in stile guascone che ricordava la sua infanzia. Il ristorante ha poi chiuso il 31 dicembre 2016, quando lo spazio che lo occupava venne sostituito da una palestra.
Nel 2021 ha lanciato un sito web di recensioni di ristoranti koffmannandvines.com con Richard Vines, l'ex capo critico alimentare di Bloomberg.